# Giovanni Nencioni
Giovanni Nencioni, né le 11 septembre 1911 à Florence et mort le 3 mai 2008 dans la même ville, est un linguiste et lexicographe italien.
Il est l'un des principaux historiens de la langue italienne, professeur émérite à l'École normale supérieure de Pise, qui fut membre de l'Académie des Lyncéens et de l'Accademia della Crusca, dont fut le président de 1972 à 2000

## Œuvres principales
- La lingua di Manzoni. Avviamento alle prose manzoniane, Bologne, Il Mulino, 1993.
- Storia della lingua italiana: la Lingua di Manzoni, Il Mulino, 1993  (ISBN 9788815041739).
- Saggi di lingua antica e moderna, Turin, Rosenberg & Sellier, 1989.
- La lingua dei Malavoglia e altri scritti di prosa, poesia e memoria, Naples, Morano, 1988.
- Tra grammatica e retorica. Da Dante a Pirandello, Turin, Einaudi, 1983.
- Idealismo e realismo nella scienza del linguaggio, Florence, La Nuova Italia, 1946.